# 梶間健一
梶間 健一（かじま けんいち、1952年〈昭和27年〉8月30日 - ）は、日本の元プロ野球選手（投手）・コーチ・監督。

## 経歴
茨城県鹿島郡旭村（現・鉾田市）に生まれる。鉾田一高では3年次の1970年、エースとして夏の甲子園予選東関東大会準決勝に進出するが、後にプロでチームメイトとなる渡辺進遊撃手のいた銚子商に敗れ甲子園出場を逸する。
1971年に日本鋼管へ入社。
1974年の都市対抗にリリーフとして初登板。
1976年の都市対抗では樋野和寿三塁手・前川善裕外野手などの強力打線にも助けられ順調に勝ち進み、決勝では先発投手として起用され、北海道拓殖銀行を破り優勝を飾った。同年にはアマチュア野球世界選手権日本代表に選出され、ドラフト2位でヤクルトスワローズに入団。実家は農家で、後継ぎとして期待していた父親は社会人やプロへ進むことに反対していたという。
1977年より広岡達朗監督に積極的に起用され、先発・中継ぎとして7勝7敗1セーブと活躍。規定投球回（リーグ3位、防御率3.34）にも達するが、新人王は大洋の斉藤明雄に譲る。
1978年には球団史上初のリーグ優勝に貢献し、阪急との日本シリーズでも第5戦の先発を含む3試合登板で防御率1.50の成績を挙げて、日本一にも貢献した。
1979年以降は尾花高夫と共に先発陣の柱となり、5度の2桁勝利を記録。
1980年には15勝8敗、防御率2.76（リーグ5位）と自己最高の成績を残す。
173cmと小柄ながら、左のサイドから繰り出す大きなカーブとスローカーブを駆使し、巧みな投球術で勝ち星を重ね、長期間低迷するチームを支え続けた。またコーナーの狙いすぎで与死球が多いのがピッチングの特徴であり、掛布雅之が現役時代のエピソードとして「梶間さんのカーブは背中から来るんで見えないんですよ、あれは怖かったですね」と語っている。安田猛と並ぶ阪神キラーであり、安田の力が衰えると阪神戦で好投し「梶魔」と阪神ファンから嫌われたが、広岡は「梶間（火事場）の馬鹿力」と言って評価した。
1983年5月7日の阪神戦（神宮）の6回に、ランディ・バースに来日初本塁打を打たれた投手である。
1986年に故障して以降は投球回数が減少した。
1987年・1988年は故障前より見劣りするにしてもリリーフとして一定の成績を残す。
1988年に現役を引退。
引退後もヤクルト一筋で、二軍投手コーチ（1989年 - 1992年, 1994年, 1997年 - 1999年）、三軍監督（1993年）、二軍育成コーチ（1995年 - 1996年）、合宿所「戸田寮」寮長を歴任。
2014年から2017年までは高仁秀治の後任としてNPB12球団ジュニアトーナメントのスワローズジュニア監督も務めた。

## 詳細情報

### 年度別投手成績
| 年 度      | 球 団      | 登 板 | 先 発 | 完 投 | 完 封 | 無 四 球 | 勝 利 | 敗 戦 | セ 丨 ブ | ホ 丨 ル ド | 勝 率 | 打 者 | 投 球 回 | 被 安 打 | 被 本 塁 打 | 与 四 球 | 敬 遠 | 与 死 球 | 奪 三 振 | 暴 投 | ボ 丨 ク | 失 点 | 自 責 点 | 防 御 率 | W H I P |
| ---------- | ---------- | ----- | ----- | ----- | ----- | -------- | ----- | ----- | -------- | ----------- | ----- | ----- | -------- | -------- | ----------- | -------- | ----- | -------- | -------- | ----- | -------- | ----- | -------- | -------- | ------- |
| 1977       | ヤクルト   | 44    | 15    | 3     | 1     | 0        | 7     | 7     | 1        | --          | .500  | 619   | 150.2    | 132      | 16          | 40       | 2     | 13       | 105      | 0     | 0        | 59    | 56       | 3.34     | 1.14    |
| 1978       | ヤクルト   | 47    | 9     | 1     | 0     | 0        | 3     | 8     | 2        | --          | .273  | 416   | 90.2     | 103      | 12          | 42       | 7     | 3        | 83       | 0     | 1        | 63    | 54       | 5.34     | 1.60    |
| 1979       | ヤクルト   | 43    | 21    | 1     | 0     | 0        | 10    | 12    | 0        | --          | .455  | 623   | 141.1    | 137      | 27          | 60       | 4     | 10       | 116      | 2     | 0        | 91    | 80       | 5.11     | 1.39    |
| 1980       | ヤクルト   | 33    | 25    | 11    | 2     | 1        | 15    | 8     | 0        | --          | .652  | 802   | 195.2    | 164      | 21          | 60       | 5     | 9        | 148      | 1     | 1        | 67    | 60       | 2.76     | 1.14    |
| 1981       | ヤクルト   | 39    | 22    | 3     | 0     | 0        | 6     | 10    | 1        | --          | .375  | 645   | 144.1    | 170      | 22          | 48       | 6     | 9        | 98       | 0     | 0        | 92    | 86       | 5.38     | 1.51    |
| 1982       | ヤクルト   | 43    | 13    | 3     | 0     | 0        | 6     | 10    | 2        | --          | .375  | 538   | 127.2    | 115      | 19          | 41       | 8     | 13       | 91       | 3     | 0        | 63    | 60       | 4.22     | 1.22    |
| 1983       | ヤクルト   | 43    | 27    | 12    | 3     | 0        | 14    | 12    | 3        | --          | .538  | 953   | 232.2    | 190      | 28          | 84       | 9     | 9        | 147      | 2     | 0        | 87    | 83       | 3.21     | 1.18    |
| 1984       | ヤクルト   | 35    | 28    | 6     | 1     | 2        | 12    | 11    | 2        | --          | .522  | 774   | 180.0    | 184      | 21          | 64       | 3     | 11       | 87       | 2     | 0        | 84    | 75       | 3.75     | 1.38    |
| 1985       | ヤクルト   | 38    | 29    | 8     | 0     | 0        | 11    | 17    | 0        | --          | .393  | 838   | 189.2    | 203      | 29          | 81       | 1     | 9        | 88       | 3     | 0        | 98    | 89       | 4.22     | 1.50    |
| 1986       | ヤクルト   | 8     | 6     | 0     | 0     | 0        | 0     | 3     | 0        | --          | .000  | 111   | 22.2     | 38       | 7           | 6        | 0     | 1        | 19       | 0     | 0        | 20    | 19       | 7.54     | 1.94    |
| 1987       | ヤクルト   | 37    | 1     | 0     | 0     | 0        | 0     | 3     | 2        | --          | .000  | 181   | 42.2     | 45       | 4           | 10       | 4     | 2        | 20       | 0     | 0        | 19    | 19       | 4.01     | 1.29    |
| 1988       | ヤクルト   | 18    | 2     | 0     | 0     | 0        | 1     | 0     | 0        | --          | 1.000 | 127   | 29.1     | 27       | 2           | 14       | 1     | 1        | 14       | 1     | 0        | 9     | 9        | 2.76     | 1.40    |
| 通算：12年 | 通算：12年 | 428   | 198   | 48    | 7     | 3        | 85    | 101   | 13       | --          | .457  | 6627  | 1547.1   | 1508     | 208         | 550      | 50    | 90       | 1016     | 14    | 2        | 752   | 690      | 4.01     | 1.33    |

- 各年度の太字はリーグ最高

### 記録
初記録
- 初登板・初先発：1977年4月16日、対読売ジャイアンツ2回戦（後楽園球場）、4回5失点で敗戦投手
- 初奪三振：同上、1回裏に高田繁から
- 初セーブ：1977年4月24日、対阪神タイガース5回戦（阪神甲子園球場）、9回裏1死に2番手で救援登板・完了、2/3回無失点
- 初勝利：1977年4月27日、対中日ドラゴンズ2回戦（ナゴヤ球場）、5回裏1死に2番手で救援登板、2回2/3を無失点
- 初先発勝利・初完投勝利：1977年5月13日、対大洋ホエールズ6回戦（明治神宮野球場）、9回2失点
- 初完封勝利：1977年6月8日、対阪神タイガース9回戦（阪神甲子園球場）

節目の記録
- 1000投球回：1983年8月13日、対阪神タイガース15回戦（平和台球場）、6回裏2死目で達成
- 1500投球回：1987年7月11日、対読売ジャイアンツ16回戦（後楽園球場）、8回裏1死目で達成
- 1000奪三振：1987年10月12日、対中日ドラゴンズ25回戦（ナゴヤ球場）、7回裏に平野謙から　※史上75人目

その他の記録
- オールスターゲーム出場：5回 （1977年、1979年、1980年、1983年、1984年）

### 背番号
- 19（1977年 - 1988年）
- 72（1989年 - 1990年）
- 83（1991年 - 1999年）